# Eufrozyna (cesarzowa bizantyńska)
Eufrozyna (ur. ok. 790, zm. po 836) – cesarzowa bizantyńska. 

## Życiorys
Była córką Konstantyna VI i Marii z Paflagonii. Eufrozyna od 795 roku przebywała w klasztorze aż do około 823 roku. Wtedy to została żoną Michała II, który w ten sposób wzmocnił swoje prawa dynastyczne. Po śmierci męża udała się ponownie do klasztoru. 